# Margilan
Margilan je město ve východním Uzbekistánu ležící ve Ferganském vilájetu. V roce 2024 zde žilo přibližně 254 tisíc obyvatel a šlo tak o 10. nejlidnatější město v zemi. Město se nachází na jihovýchodě Ferganské kotliny, díky čemuž bylo historicky důležitou součástí hedvábné stezky, přes které cestovaly karavany mířící z Číny do Evropy. 
Město se nachází v nadmořské výšce přibližně 487 m n. m. jenom asi 9 kilometrů severozápadně od Fergany, hlavního města Ferganského vilájetu, a jen několik desítek kilometrů severně od Alajského hřbetu. Většina místních obyvatel vyznává islám (nachází se zde několik významných mešit) a velmi významným vývozním artiklem z města je již po několik staletí hedvábí. Společně s Ferganou a Kokandem je Margilan jedním ze tří nejvýznamnějších měst ležících ve Ferganské kotlině. 